# فهرست شهرستان‌های استان کردستان
استان کردستان دارای ۱۰ شهرستان می‌باشد. شهرستان سنندج پرجمعیت‌ترین شهرستان استان است و به ترتیب شهرستان بیجار سقز و دیواندره بزرگ‌ترین شهر‌های استان از نظر مساحت می‌باشند. این استان در سال ۱۳۹۵ دارای ۱٬۶۰۳٬۰۱۱ نفر جمعیت بوده است. شهرستان‌های استان کردستان بر پایه سرشماری سال‌های ۱۳۹۰ و ۱۳۹۵ خورشیدی بدین شرح است:
| ردیف | شهرستان  | مساحت شهرستان (کیلومتر مربع) | مرکز     | سال تأسیس | جمعیت شهرستان سال ۱۳۹۰ | جمعیت شهرستان سال ۱۳۹۵ | جمعیت مرکز شهرستان | جمعیت شهرنشین | رشد جمعیتی | رشد جمعیتی | رشد جمعیتی |
| ---- | -------- | ---------------------------- | -------- | --------- | ---------------------- | ---------------------- | ------------------ | ------------- | ---------- | ---------- | ---------- |
| ۱    | سنندج    | ۳۰۳۰                         | سنندج    | ۱۳۱۶      | ۴۵۰٬۱۶۷                | ۵۰۱٫۴۰۲                | ۴۱۲٬۷۶۷            | ۴۱۴٫۰۶۹       | ۴۵۰٬۱۶۷    | ۵۰۱٬۴۰۲    | −۱۰٫۲۲٪    |
| ۲    | سقز      | ۴۳۷۰                         | سقز      | ۱۳۲۵      | ۲۱۰٬۸۲۰                | ۲۲۶٫۴۵۱                | ۱۶۵٬۲۵۸            | ۱۶۸٫۳۵۹       | ۲۱۰٬۸۲۰    | ۲۲۶٬۴۵۱    | −۶٫۹۰٪     |
| ۳    | مریوان   | ۲۳۶۵                         | مریوان   | ۱۳۳۷      | ۱۶۸٬۷۷۴                | ۱۹۵٫۲۶۳                | ۹۶٬۶۵۴             | ۱۱۰٫۱۸۸       | ۱۶۸٬۷۷۴    | ۱۹۵٬۲۶۳    | −۱۳٫۵۷٪    |
| ۴    | بانه     | ۱۵۸۵                         | بانه     | ۱۳۳۷      | ۱۳۲٬۵۶۵                | ۱۵۸٫۶۹۰                | ۸۱٬۲۱۸             | ۹۶٫۳۲۵        | ۱۳۲٬۵۶۵    | ۱۵۸٬۶۹۰    | −۱۶٫۴۶٪    |
| ۵    | قروه     | ۲۰۰۰                         | قروه     | ۱۳۳۷      | ۱۳۶٬۹۶۱                | ۱۴۰٫۱۹۲                | ۵۸٬۲۷۶             | ۷۴٫۴۰۴        | ۱۳۶٬۹۶۱    | ۱۴۰٬۱۹۲    | −۲٫۳۰٪     |
| ۶    | کامیاران | ۱۸۵۰                         | کامیاران | ۱۳۷۳      | ۱۰۵٬۹۹۶                | ۱۰۲٫۸۵۶                | ۵۷٬۰۷۷             | ۶۰٫۴۴۷        | ۱۰۵٬۹۹۶    | ۱۰۲٬۸۵۶    | +۳٫۰۵٪     |
| ۷    | بیجار    | ۵۳۵۰                         | بیجار    | ۱۳۱۶      | ۹۳٬۷۱۴                 | ۸۹٫۱۶۲                 | ۵۰٬۰۱۴             | ۵۶٫۸۵۷        | ۹۳٬۷۱۴     | ۸۹٬۱۶۲     | +۵٫۱۱٪     |
| ۸    | دیواندره | ۴۲۰۰                         | دیواندره | ۱۳۷۳      | ۸۱٬۹۶۳                 | ۸۰٫۰۴۰                 | ۳۴٬۰۰۷             | ۳۶٫۰۹۸        | ۸۱٬۹۶۳     | ۸۰٬۰۴۰     | +۲٫۴۰٪     |
| ۹    | دهگلان   | ۱۲۵۰                         | دهگلان   | ۱۳۸۶      | ۶۲٬۸۴۴                 | ۶۴٫۰۱۵                 | ۲۵٬۹۹۲             | ۲۹٫۱۸۵        | ۶۲٬۸۴۴     | ۶۴٬۰۱۵     | −۱٫۸۳٪     |
| ۱۰   | سروآباد  | ۱۲۰۰                         | سروآباد  | ۱۳۸۱      | ۴۹٬۸۴۱                 | ۴۴٫۹۴۰                 | ۵٬۱۲۱              | ۸٫۲۹۷         | ۴۹٬۸۴۱     | ۴۴٬۹۴۰     | +۱۰٫۹۱٪    |